# Steatoda rufoannulata
Steatoda rufoannulata är en spindelart som först beskrevs av Simon 1899.  Steatoda rufoannulata ingår i släktet vaxspindlar, och familjen klotspindlar. Inga underarter finns listade i Catalogue of Life.